# Saint Lucie (Flórida)
Saint Lucie Village é uma vila localizada no estado americano da Flórida, no condado de St. Lucie. Foi incorporada em 1961.

## Geografia
De acordo com o United States Census Bureau, a vila tem uma área de 2,2 km², onde todos os 2,2 km² estão cobertos por terra.

## Demografia
Segundo o censo nacional de 2010, a sua população é de 590 habitantes e sua densidade populacional é de 261,8 hab/km². É a localidade menos populosa do condado de St. Lucie e a que, em 10 anos, teve a maior redução populacional do condado. Possui 317 residências, que resulta em uma densidade de 140,7 residências/km².